# John Börjeson
Johan (John) Laurentius Helenus Börjeson, né le 30 décembre 1835 à la paroisse de Tölö à Halland et mort le 29 janvier 1910 à Storängen à Nacka, est un sculpteur suédois.

## Biographie
John Börjeson naît le 30 décembre 1835 à la paroisse de Tölö. Il étudie à Rome en 1867-1876 et à Paris jusqu'en 1879.
Il est professeur à l'Académie royale suédoise des Beaux-Arts 1886–1907. Il représente la percée du réalisme dans la sculpture suédoise, bien que beaucoup d'admiration pour l'antiquité et le romantisme demeurent. John Börjesson vit de 1904 jusqu'à sa mort au 18 Storängsvägen à Storängen à Nacka, dans une villa conçue par Carl Westman. John Börjeson a également un studio (et peut-être une maison) à Sergelhuset à Stockholm au début du XXe siècle. Plusieurs des statues de John Börjeson sont coulées à la fonderie d'art Meyer. Dans le cadre du dévoilement de la statue équestre de Karl X Gustav à Malmö, il est nommé Commandeur première classe de l'Ordre de Vasa en 1896. Il est inhumé au cimetière de Solna.
Il est le père des sculpteurs Börje et Lena Börjeson et du peintre Gunnar Börjeson.
John Börjeson meurt le 29 janvier 1910 à Storängen à Nacka.
Börjesonsvägen à Södra Ängby, dans l'ouest de Stockholm, porte le nom de John Börjeson.

## Récompense
- Suède Commandeur première classe de l'Ordre de Vasa

## Œuvres
- Kägelspelaren (1877, rest 1913), bronze, musée des Beaux-Arts de Göteborg[6]
- Fången viking (1878), bronze, Djurgårdsvägen, Djurgården à Stockholm
- Ludvig Holberg (1881), bronze, Vågsallmenningen à Bergen
- Erik Gustaf Geijer (1888[7]), bronze, Uppsala
- Axel Oxenstiernas staty (1890), bronze, Riddarhuset à Stockholm
- Carl Wilhelm Scheele (1892), bronze, Humlegården à Stockholm
- Nils Ericson (1893), bronze, Gare centrale de Stockholm
- Karl X Gustav (1895), bronze, Stortorget, Malmö
- Charles XI (1896), bronze, Stortorget à Karlskrona
- Viktor Rydberg (1898), portrait en buste en bronze, Rådhusparken i Jönköping
- Viktor Rydberg, portrait en buste en bronze, Östra kyrkogården, Göteborg
- Viktor Rydberg, portrait en buste en bronze, Djursholms samskola, Djursholm
- John Ericsson (1901), brons och älvdalsporfyr, Nybroplan à Stockholm
- Magnus Stenbock (1901), Stortorget à Helsingborg
- Karl IX:s ryttarstaty, bronze, (1904), Kopparmärra, Kungsportsplatsen à Göteborg
- Jonas Alströmer (1905), bronze, Lilla Torget à Göteborg
- Johan Edvard Lundström (en) (1906), portrait en buste en bronze, place de Lundström à Jönköping et il est représenté, entre autres, au Nationalmuseum[8] à Stockholm

## Galerie

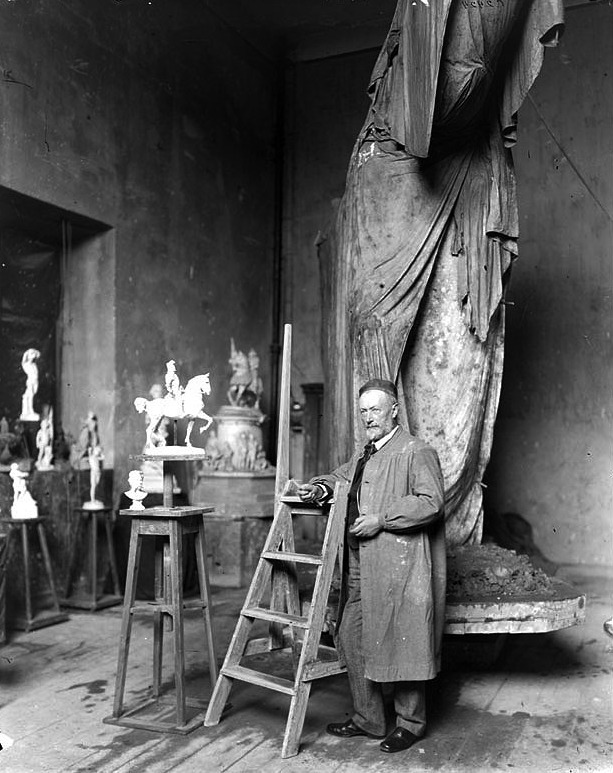
Dans l'atelier de Sergelhuset, Stockholm, 1901.
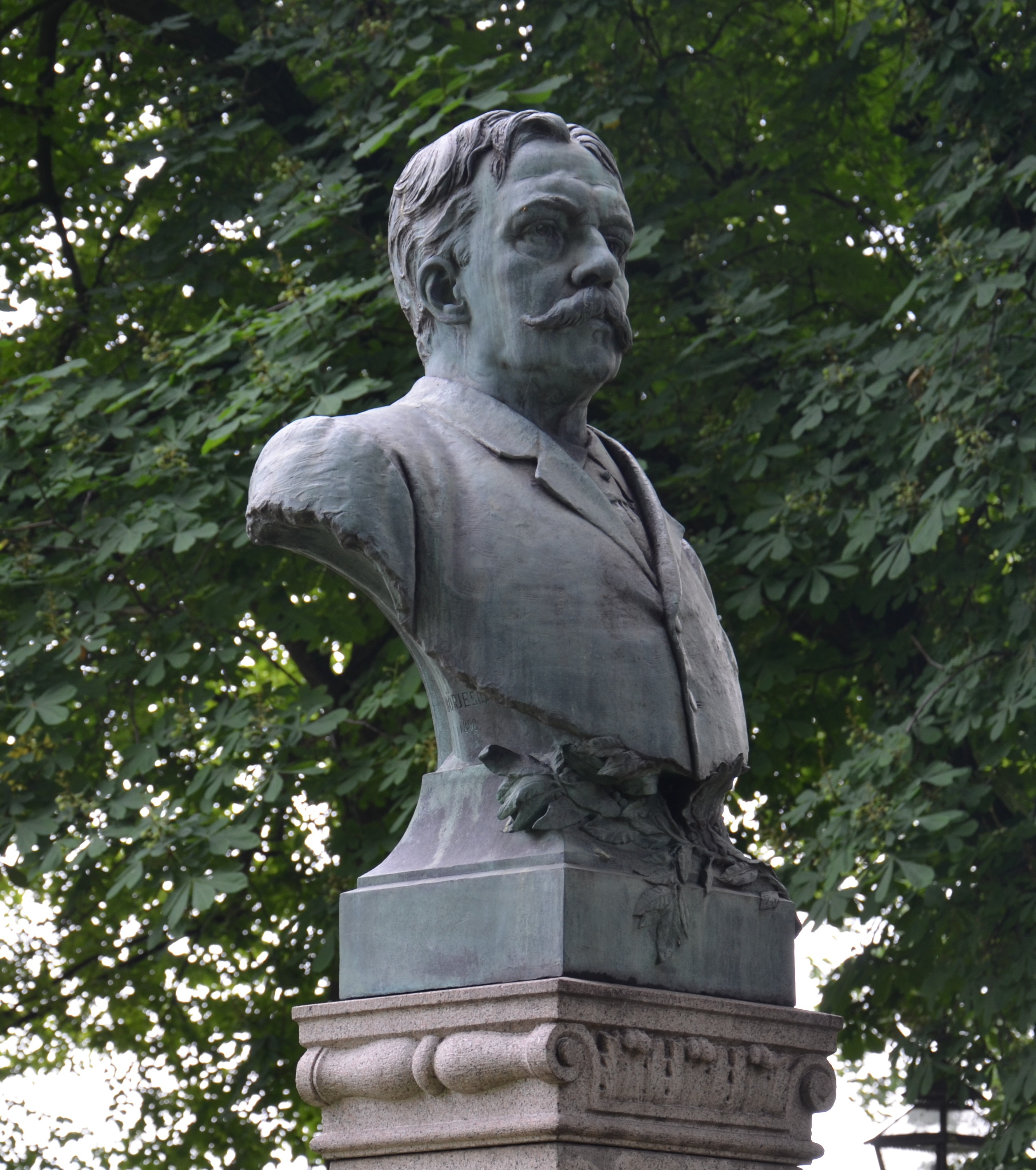
Buste de Viktor Rydberg à Rådhusparken à Jönköping, 1898.
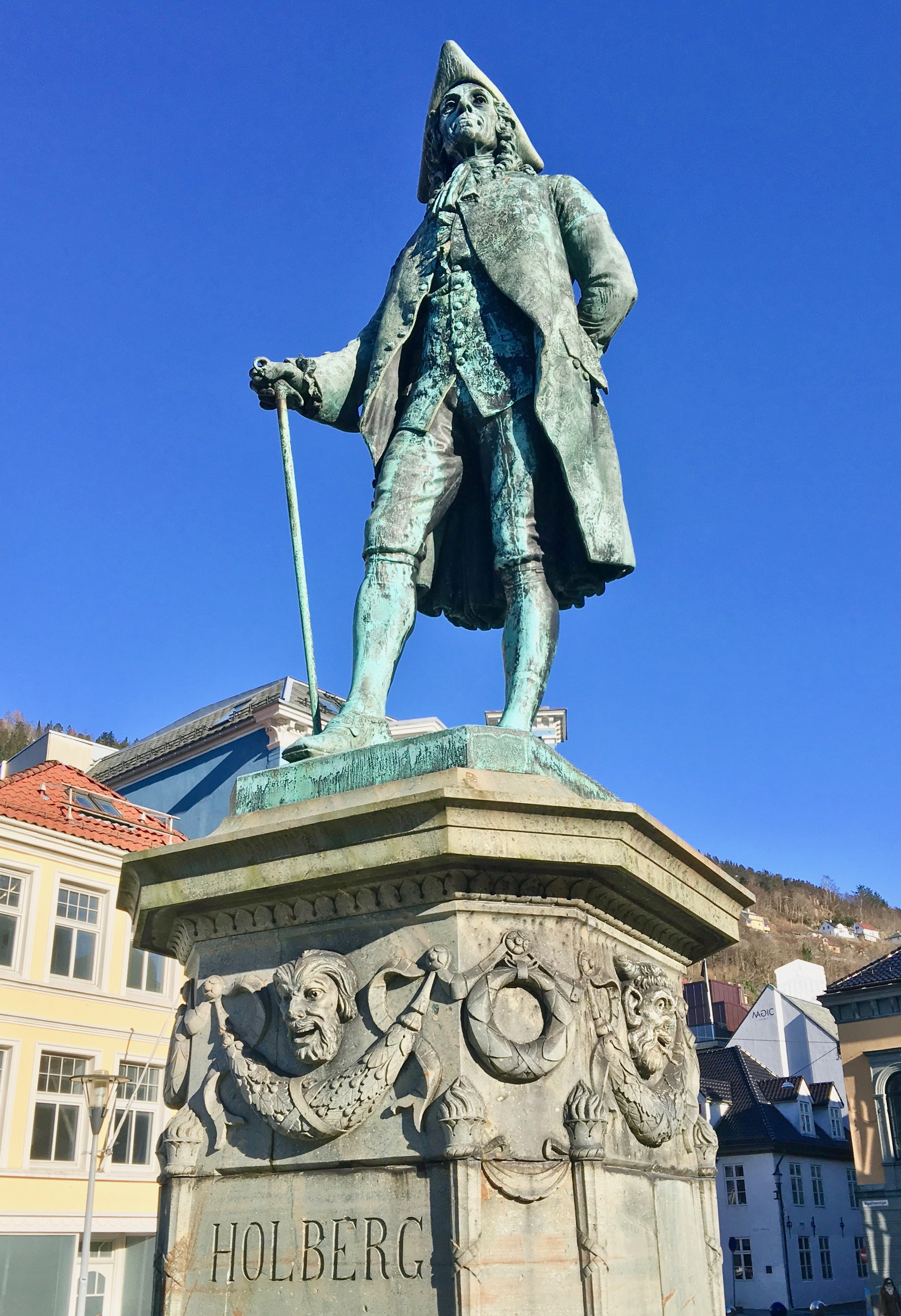
Statue en bronze de Ludvig Holberg à Bergen, 1881.
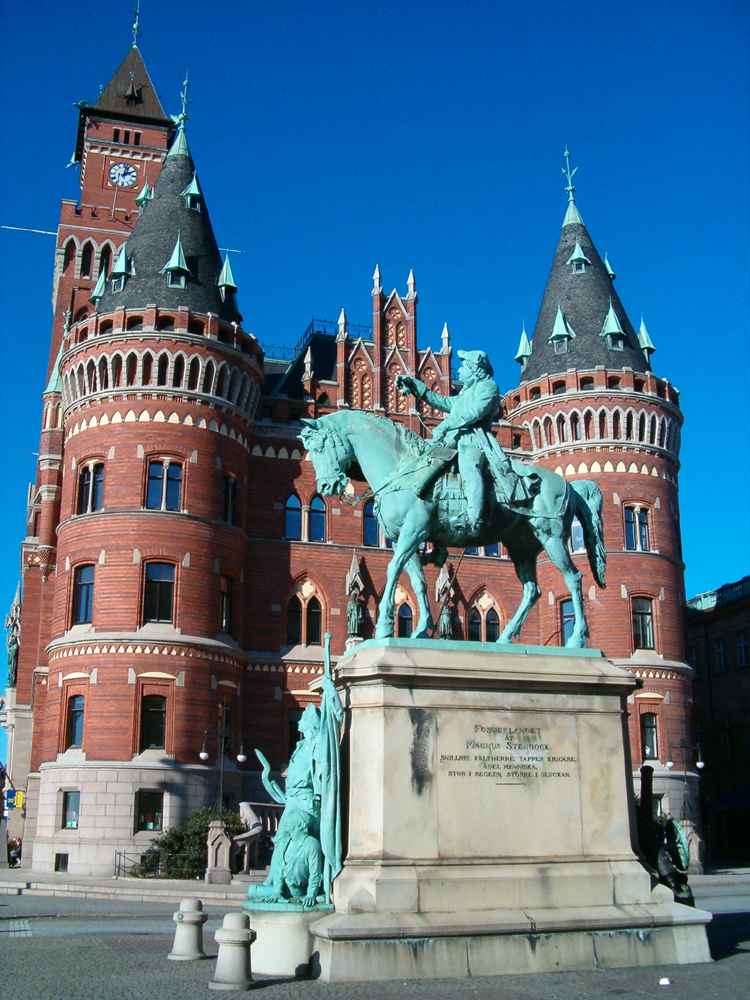
Statue en bronze de Magnus Stenbock sur Stortorget à Helsingborg, 1901.